# J.R. Reid
Herman Reid jr., detto J.R. (Virginia Beach, 31 marzo 1968), è un ex cestista e allenatore di pallacanestro statunitense, professionista nella NBA e in Francia.

## Carriera
È stato selezionato dagli Charlotte Hornets al primo giro del Draft NBA 1989 (5ª scelta assoluta).
Con gli Stati Uniti ha disputato i Giochi olimpici di Seul 1988.

## Statistiche

### College
| Anno      | Squadra             | PG | PT | MP   | TC%  | 3P% | TL%  | RP  | AP  | PRP | SP  | PP   |
| --------- | ------------------- | -- | -- | ---- | ---- | --- | ---- | --- | --- | --- | --- | ---- |
| 1986-1987 | N. Carol. Tar Heels | 36 | 31 | 28,6 | 58,4 | -   | 65,3 | 7,4 | 1,8 | 1,3 | 0,8 | 14,7 |
| 1987-1988 | N. Carol. Tar Heels | 33 | 33 | 31,6 | 60,7 | -   | 68,0 | 8,9 | 1,7 | 1,2 | 1,2 | 18,0 |
| 1988-1989 | N. Carol. Tar Heels | 27 | 16 | 26,5 | 61,4 | -   | 66,9 | 6,3 | 1,3 | 0,9 | 0,8 | 15,9 |
| Carriera  | Carriera            | 96 | 80 | 29,0 | 60,1 | -   | 66,8 | 7,6 | 1,7 | 1,1 | 0,9 | 16,2 |

### NBA

#### Regular Season
| Anno      | Squadra             | PG  | PT  | MP   | TC%  | 3P%  | TL%  | RP  | AP  | PRP | SP  | PP   |
| --------- | ------------------- | --- | --- | ---- | ---- | ---- | ---- | --- | --- | --- | --- | ---- |
| 1989-1990 | Charlotte Hornets   | 82  | 82  | 33,6 | 44,0 | 0,0  | 66,4 | 8,4 | 1,2 | 1,1 | 0,7 | 11,1 |
| 1990-1991 | Charlotte Hornets   | 80  | 80  | 30,8 | 46,6 | 0,0  | 70,3 | 6,3 | 1,1 | 1,1 | 0,6 | 11,3 |
| 1991-1992 | Charlotte Hornets   | 51  | 7   | 24,6 | 49,0 | 0,0  | 70,5 | 6,2 | 1,6 | 1,0 | 0,5 | 11,0 |
| 1992-1993 | Charlotte Hornets   | 17  | 1   | 17,4 | 42,9 | 0,0  | 74,1 | 4,1 | 1,4 | 0,6 | 0,3 | 7,5  |
| 1992-1993 | San Antonio Spurs   | 66  | 24  | 24,1 | 48,5 | 0,0  | 77,0 | 5,8 | 0,8 | 0,5 | 0,4 | 9,9  |
| 1993-1994 | San Antonio Spurs   | 70  | 11  | 19,2 | 49,1 | 0,0  | 69,9 | 3,1 | 1,0 | 0,6 | 0,4 | 9,0  |
| 1994-1995 | San Antonio Spurs   | 81  | 37  | 19,3 | 50,8 | 50,0 | 68,7 | 4,9 | 0,7 | 0,7 | 0,4 | 7,0  |
| 1995-1996 | San Antonio Spurs   | 32  | 5   | 20,1 | 43,9 | 0,0  | 73,6 | 3,8 | 0,4 | 0,8 | 0,3 | 6,5  |
| 1995-1996 | N.Y. Knicks         | 33  | 16  | 20,3 | 55,0 | -    | 78,2 | 4,0 | 0,8 | 0,5 | 0,2 | 6,6  |
| 1997-1998 | Charlotte Hornets   | 79  | 1   | 14,0 | 45,9 | 37,5 | 73,0 | 2,7 | 0,6 | 0,4 | 0,2 | 4,9  |
| 1998-1999 | Charlotte Hornets   | 16  | 16  | 34,8 | 52,1 | -    | 79,8 | 7,1 | 1,6 | 1,4 | 0,6 | 15,2 |
| 1998-1999 | L.A. Lakers         | 25  | 10  | 18,9 | 40,7 | 0,0  | 71,7 | 4,0 | 0,9 | 0,6 | 0,0 | 5,0  |
| 1999-2000 | Milwaukee Bucks     | 34  | 7   | 17,7 | 41,7 | 14,3 | 76,8 | 3,4 | 0,5 | 0,6 | 0,1 | 4,4  |
| 2000-2001 | Cleveland Cavaliers | 6   | 0   | 6,5  | 40,0 | -    | 75,0 | 1,3 | 0,2 | 0,3 | 0,2 | 1,7  |
| Carriera  | Carriera            | 672 | 297 | 22,9 | 47,2 | 13,5 | 71,6 | 5,0 | 1,0 | 0,8 | 0,4 | 8,5  |

#### Playoffs
| Anno     | Squadra           | PG | PT | MP   | TC%  | 3P% | TL%  | RP  | AP  | PRP | SP  | PP  |
| -------- | ----------------- | -- | -- | ---- | ---- | --- | ---- | --- | --- | --- | --- | --- |
| 1993     | San Antonio Spurs | 10 | 2  | 22,0 | 48,3 | 0,0 | 77,1 | 5,0 | 1,5 | 0,8 | 0,8 | 8,5 |
| 1994     | San Antonio Spurs | 4  | 0  | 14,0 | 28,6 | -   | 60,0 | 3,0 | 0,8 | 0,3 | 0,5 | 3,8 |
| 1995     | San Antonio Spurs | 15 | 1  | 13,9 | 49,2 | -   | 84,6 | 2,8 | 0,6 | 0,5 | 0,3 | 6,1 |
| 1996     | N.Y. Knicks       | 1  | 0  | 7,0  | 100  | -   | -    | 1,0 | 1,0 | 0,0 | 0,0 | 2,0 |
| 1998     | Charlotte Hornets | 9  | 0  | 12,7 | 39,3 | 0,0 | 80,0 | 2,2 | 0,2 | 0,3 | 0,2 | 3,3 |
| 1999     | L.A. Lakers       | 8  | 8  | 22,3 | 35,7 | -   | 75,0 | 5,3 | 0,4 | 0,5 | 0,6 | 3,3 |
| Carriera | Carriera          | 47 | 11 | 16,7 | 43,7 | 0,0 | 79,4 | 3,6 | 0,7 | 0,5 | 0,4 | 5,3 |

## Palmarès

### Squadra
- Campionato francese: 1

PSG Racing: 1996-97

### Individuale
- McDonald's All-American Game (1986)
- NCAA AP All-America First Team (1988)
- NBA All-Rookie Second Team (1990)